# Temps pascal

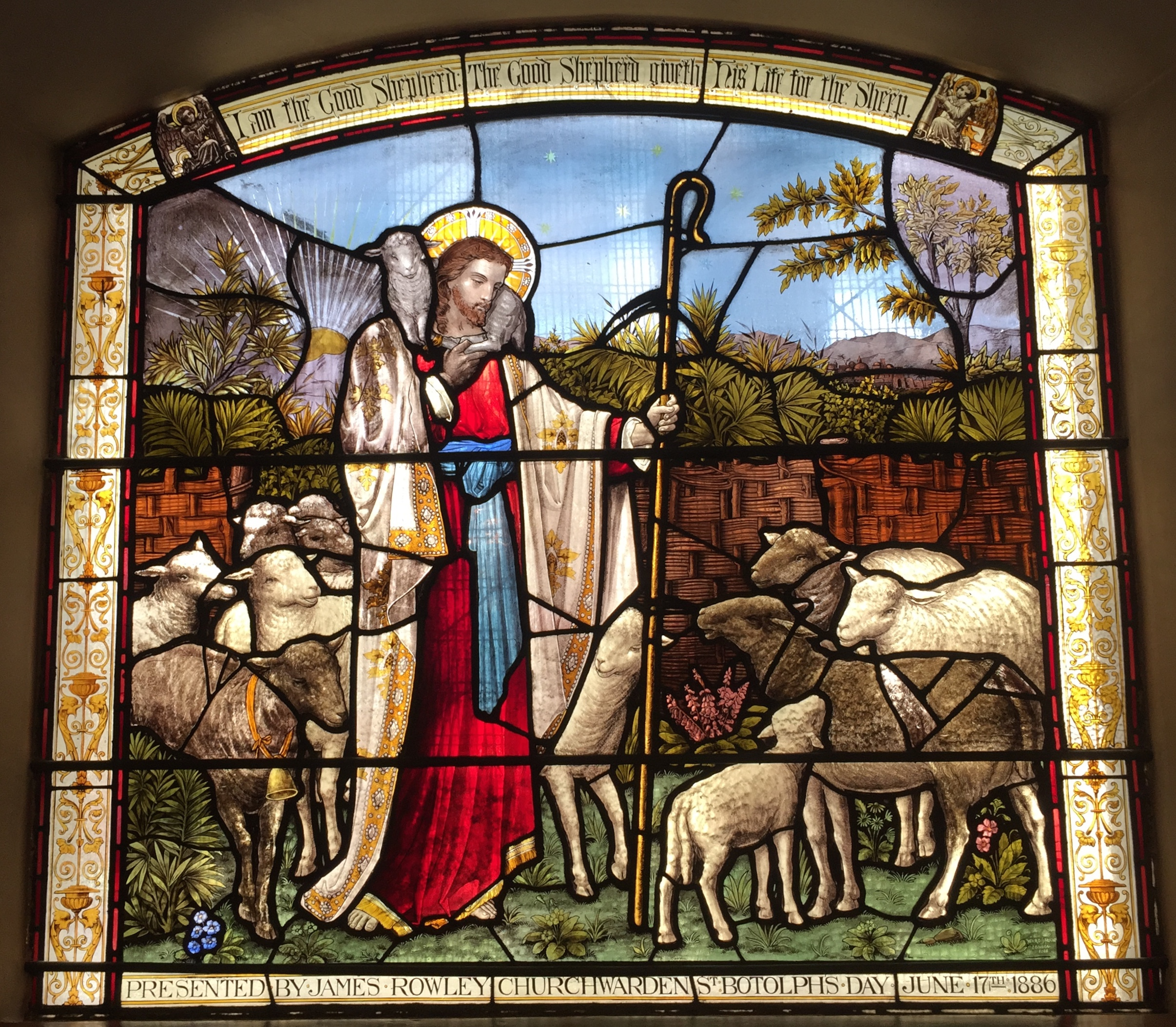
Jésus le Bon Pasteur, thème du 4e dimanche de Pâques, vitrail de l'église St Botolph's, Aldersgate, Londres.

Le temps pascal est une période des calendriers liturgiques catholique et orthodoxe qui s'étend du jour de Pâques au dimanche de la Pentecôte. Il dure cinquante jours, mais les dates ne sont pas les mêmes et chacune des Églises a ses spécificités. La première semaine dite Semaine radieuse chez les orthodoxes équivaut aux jours de l'octave de Pâques pour les catholiques. Pour les deux, la joie de la Résurrection est prolongée et toute la semaine équivaut symboliquement à un jour comme les huit dimanches sont célébrés comme un grand dimanche de louange et d'espérance se développant jusqu'à la réception de l'Esprit Saint à la Pentecôte. Les dimanches ne sont pas appelés  « après Pâques », mais « de Pâques ». Le temps pascal inclut la fête de l'Ascension qui a lieu le jeudi de la sixième semaine, soit dix jours avant le dimanche de la Pentecôte.

## Liturgie
- La couleur liturgique est le blanc ;
- de nombreux alléluia ponctuent les célébrations comme à la fin des antiennes ;
- le Regina cæli, chanté en latin, remplace la prière de l’Angélus ;
- le cierge pascal reste présent et allumé ;
- les lectures des messes sont principalement extraites des Actes des Apôtres et du quatrième Évangile (Jean) ;
- les parrains et marraines continuent d'accompagner les nouveaux baptisés (néophytes) dans le renouvellement de leurs vies.